# Rana (Noruega)
Rana es un municipio de la provincia de Nordland, Noruega. Es parte del distrito de Helgeland. El centro administrativo del municipio es la localidad de Mo i Rana, donde se encuentra la Biblioteca Nacional de Noruega. Otros centros poblacionales de Rana son Båsmoen, Dunderland, Eiteråga, Flostrand, Hauknes, Mæla, Selfors e Ytteren.
Por población, Rana es el segundo municipio más grande del condado de Nordland, y el tercero más grande de la región de Nord-Norge, con 26 078 habitantes según el censo de 2015.
Rana fue parte del escándalo de Terra Securities en 2007, que estuvo relacionado con algunas inversiones en las que el municipio estuvo involucrado.

## Historia

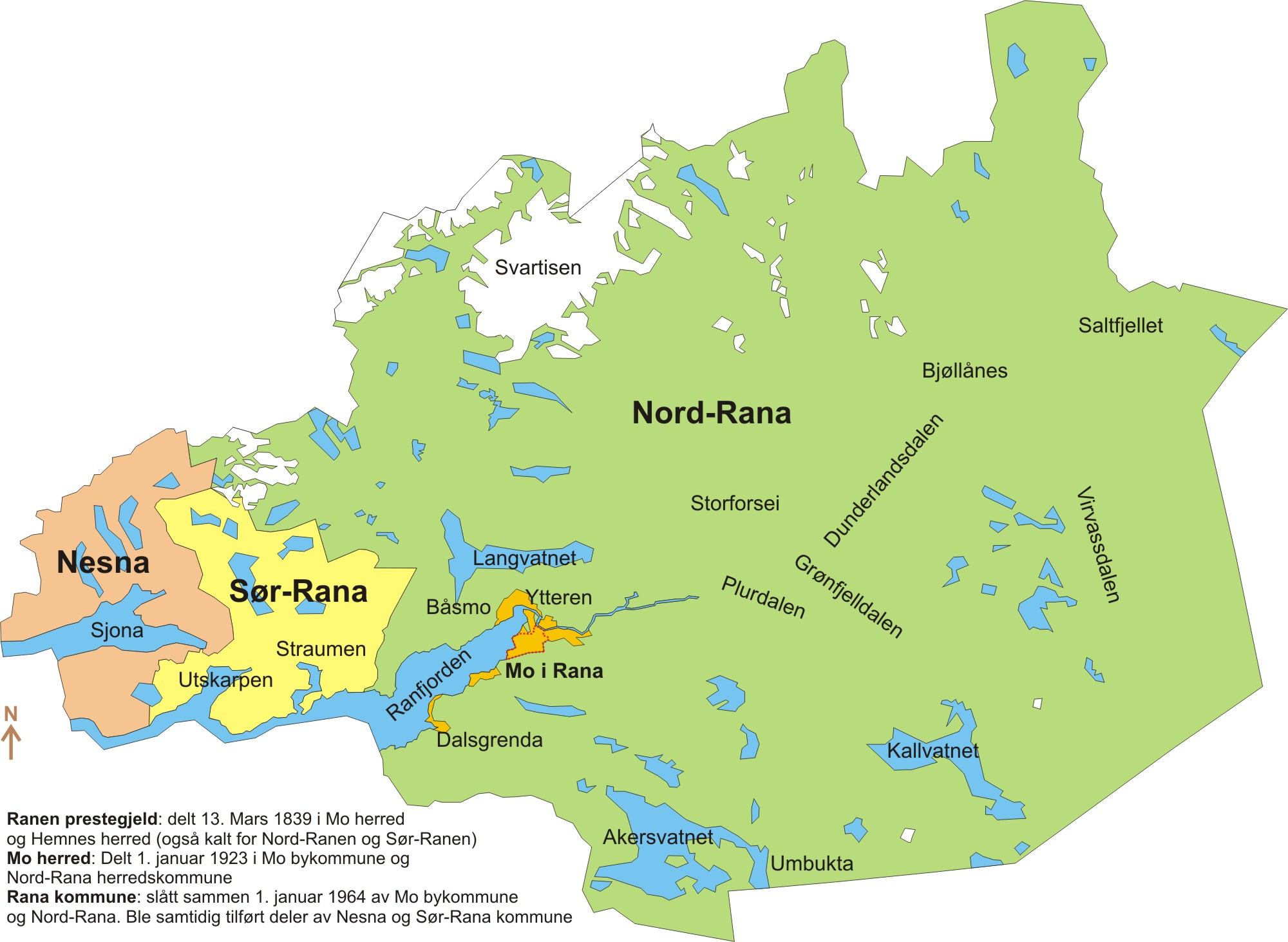
Mo, Nord-Rana y partes de Nesna y Sør-Rana se fusionaron en 1964 para formar Rana.

El municipio de Rana fue creado originalmente en 1838 (véase formannskapsdistrikt). Sin embargo, en 1939 fue dividido en Nord-Rana y Sør-Rana. En 1844, Nord-Rana fue rebautizado Mo y Sør-Rana fue rebautizado Hemnes. El pueblo de Mo se separó del distrito rural de Mo y se convirtió en una localidad y municipio propio el 1 de enero de 1923. En ese momento, el distrito rural cambió su nombre de nuevo a Nord-Rana. El 1 de enero de 1964, el pueblo de Mo (9616 habitantes), el municipio de Nord-Rana (1636 habitantes), la parte norte de Sør-Rana (de 697 habitantes) y el área de Sjona del municipio de Nesna (543 habitantes) se fusionaron para formar al municipio de Rana.

## Nombre
El municipio toma su nombre del río Ranelva (en nórdico antiguo: Raðund). El nombre del río, a su vez, probablemente proviene de la palabra raðr, que significa "rápido" o "veloz". Otra posibilidad es que el nombre provenga del antiguo dios sami Rana Niejta.

## Relaciones internacionales

### Ciudades hermanas
Las ciudades hermanas de Rana son:
- Løgstør, Jutlandia Septentrional, Dinamarca
- Petrozavodsk, Carelia, Rusia
- Raahe, Ostrobotnia del Norte, Finlandia
- Skellefteå, provincia de Västerbotten, Suecia